# 萨莫帝国
萨莫帝国，又称萨莫王国（拉丁語：Regnum Samonem）、萨莫国，是一个历史学术语，用于指代由萨莫建立的西斯拉夫部落联盟。根据唯一的同时代史料《弗莱德加编年史》，萨莫被称为“国王”。该政权存在于623年或631年至658年之间，位于中欧地区。
该联盟的中心很可能位于摩拉维亚和尼特拉地区；此外，还包括捷克人部落、斯洛伐克人部落、索布人部落（由德尔万领导）及其他分布在多瑙河沿岸的西斯拉夫部落（今下奥地利和匈牙利一带）。这一政体被一些学者称为“第一个斯拉夫国家”。